# 40-я отдельная десантно-штурмовая бригада
 40-я отдельная десантно-штурмовая бригада (40 одшбр, в/ч 32461) — соединение Десантно-штурмовые формирования Сухопутных войск СССР, что существовало в 1979-1992 годах.
40 одшбр Базировалась в пгт. Большая Корениха Николаевской области.
После распада СССР в 1992 году бригада перешла вошла в состав Вооруженных сил Украины и впоследствии была переформирована в 79-ю отдельную десантно-штурмовую бригаду.

## История формирования бригады

### 1979—1991
В 1979 году в составе Советской Армии началось создание десантно-штурмовых бригад и полков, для чего был расформирован 80-й полк, который дислоцировался в Баку (Азербайджан) и 105-я воздушно-десантная дивизия, которая дислоцировалась в городе Фергана, Узбекистан.
В период сентября—ноября 1979 года в Николаеве была сформирована 40-ю десантно-штурмовая бригада на базе 612-го отдельного батальона десантного обеспечения (612-й обдо) и 105-й гвардейской воздушно-десантной дивизии и разведывательной роты 111-го парашютно-десантного полка 105 ПДД (пункт постоянной дислокации м. Ош, Кыргызстан).
Боевое знамя вручено вручено 7 сентября 1981 года.
40-я десантно-штурмовая бригада охраняла южные рубежи СССР до 1991 года.
В 1990 году бригада была переформирована в 40-ю отдельную воздушно-десантную бригаду.
После распада СССР в 1992 году бригада перешла в состав Вооруженных сил Украины. Впоследствии была переформирована на 79-ю отдельную десантно-штурмовую бригаду.

### После 1991 года
После распада Советского Союза бригада перешла в состав ВСУ как 40-я отдельная аэромобильная бригада. В 1995 году 40 оаэмбр была передислоцирована из пгт. Большая Корениха в г. Николаев. Позднее бригада была реорганизована в полк (в конце 1990-х — 79-й отдельный аэромобильный полк).

## Организационно-штатная структура
- управление бригады
- 1-й десантно-штурмовой батальон (БТР);
- 2-й десантно-штурмовой батальон (БТР);
- 3-й десантно-штурмовой батальон (БТР, Д-30);
- отдельная танковая рота (Т-80БВ).
- бригадная артиллерийская группа:
  - гаубичный самоходный артиллерийский дивизион (2С1 «Гвоздика»);
  - гаубичный артиллерийский дивизион (Д-30);
  - реактивный артиллерийский дивизион (БМ-21 «Град»);
- отдельная зенитная ракетная батарея
- разведывательная рота
- отдельная инженерно-сапёрная рота
- отдельная рота РХБ защиты
- полевой узел связи (рота связи)
- рота материального обеспечения
- рота десантного обеспечения
- ремонтная рота
- полковой медицинский пункт

## Техника, вооружение и снаряжение
Стрелковое оружие: в 2014—2015 на вооружении личного состава бригады были пистолеты ПМ, автоматы АКС-74У, АКС-74, АКМС; снайперские винтовки СВД
- Пулемёты: РПКС-74, ПКМ
- Гранатомёты: ГП-25, РПГ-7Д, РПГ-18

Ракетно-артиллерийское вооружение
- Противотанковые ракетные комплексы «Фагот», «Метис»
- 82-мм миномёты БМ-37
- Гаубицы Д-30
- Зенитные ракетные комплексы ПЗРК «Игла», ЗРК «Стрела-1»
- зенитные установки ЗУ-23
- САУ 2С1 «Гвоздика»

Бронетехника и автотранспорт
- БТР-80 — 1-й, 2-й, 3-й батальоны
- БТР-70 — 3-й батальон
- БРДМ-2

Авиатехника:
Снаряжение:

## Командиры
- 1979—1984 подполковник Фоменко Г. Л.
- 1984—1987 подполковник Черняк С. Л.
- 1987—1992 полковник Логинов В. Н.